# 山梨県道101号敷島竜王線
山梨県道101号敷島竜王線（やまなしけんどう101ごう しきしまりゅうおうせん）は山梨県甲斐市内を通る一般県道である。

## 概要

### 路線データ
- 起点：山梨県甲斐市上福沢（宮沢橋、山梨県道27号韮崎昇仙峡線交点）
- 終点：山梨県甲斐市中下条[要出典]（西町交差点 = 山梨県道6号甲府韮崎線交点、山梨県道25号甲斐中央線始点）

## 通過する自治体
- 山梨県
  - 甲斐市

## 交差・接続する道路
- 山梨県道27号韮崎昇仙峡線
- 山梨県道6号甲府韮崎線（西町交差点）
- 山梨県道25号甲斐中央線（同上）

## 周辺
- 甲斐市役所 睦沢出張所
- 甲斐市立敷島北小学校
- 甲斐市役所 敷島庁舎
- 甲斐市立敷島中学校